# Aleksandr Ignatienko
Aleksandr Władimirowicz Ignatienko (ros. Александр Владимирович Игнатенко; ur. 29 marca 1963 w Omsku) – rosyjski zapaśnik w stylu klasycznym. Reprezentował ZSRR, WNP i Rosję. W życiu zawodowym żołnierz.
Trzykrotny olimpijczyk. Czwarte miejsce w Seulu 1988 w kategorii do 52 kg. To samo miejsce w Barcelonie 1992 i dziewiętnaste w Atlancie 1996 w wadze do 57 kg. Siedmiokrotny medalista
Mistrzostw Świata, złoty w 1989 i 1990. Mistrz Europy w 1988 i 1991. Pierwszy w Pucharze Świata w 1986.
Złoty medalista mistrzostw krajowych w 1986 i 1991, brązowy w 1990, 1992 i 1994 roku.